# Heitoraí
Heitoraí là một đô thị thuộc bang Goiás, Brasil. Đô thị này có diện tích 229,666 km², dân số năm 2007 là 3758 người, mật độ 16,4 người/km².